# Isthme de Courlande
L’isthme de Courlande ou flèche curonienne (en lituanien : Kuršių nerija ; en russe : Куршская коса, Kourchskaïa kossa ; en allemand : Kurische Nehrung) est une flèche littorale située en Lituanie et en Russie (exclave de Kaliningrad), proche de l'ancienne Courlande.

## Géographie
L'isthme est une flèche littorale sablonneuse, d'orientation nord-est à sud-ouest, qui sépare la rive orientale de la mer Baltique et la lagune de Courlande et s’étire en arc étroit (400 mètres à 3,8 km de large) légèrement concave, sur 98 kilomètres de long de la péninsule de Sambie jusqu'au port de Klaipėda. La partie nord-est (52 km) appartient à la Lituanie (apskritis de Klaipėda), la partie sud-ouest (46 km) à la Russie (oblast de Kaliningrad). L'isthme, à son extrémité nord, est séparé du territoire continental de la Lituanie par une étroite passe maritime (500 m de large), le détroit de Memel-Klaipėda.
Un ferry assure la liaison entre Smiltynė, située sur l'isthme, et Klaipėda. La localité la plus importante de l'isthme est Nida (municipalité de Neringa) en Lituanie, une destination de villégiature très prisée, essentiellement fréquentée par des touristes allemands et lituaniens.
En 2000, l'isthme de Courlande a été inscrit sur la liste du patrimoine mondial de l'Unesco.

## Histoire
La formation de l’isthme de Courlande a débuté il y a quelque 5 000 ans. L’isthme de Courlande abrite certaines des plus hautes dunes d’Europe. La hauteur moyenne est de 35 m mais, à certains endroits, les dunes dépassent 60 m.
D'après la mythologie lituanienne, l'isthme s'est créé quand des dieux lituaniens de la mer de Prusse créèrent une tempête pour exprimer leur colère. Neringa, la fille de Karvaiitis, qui protégeait les lituaniens de la côte créa une barrière de sable pour protéger la population de la tempête.
La déforestation de l'isthme due à l'érosion, les coupes de bois, le sur-pâturage du bétail et la construction de navires au cours du siège de Königsberg en 1757 conduisit à des mouvements de dunes qui changèrent la configuration de l'isthme et submergèrent des villages entiers. Les efforts de végétalisation et de reforestation commencèrent en 1825, sous l'impulsion opiniâtre d'un employé des postes, Georg Kuwert, et de son père Gottlieb. Sur plus d'un siècle des centaines de personnes se sont relayées pour d'abord fixer les dunes avec une variété d'herbe des sables aux racines profondes. Ils ont ensuite planté plusieurs sortes de pins et de bouleaux sur des milliers d'hectares et la plus grande partie (70 %) de l'isthme est désormais couverte de forêts - dont une curiosité, la forêt Dansante.
Pendant la seconde guerre mondiale, les habitants de l'isthme durent migrer en Allemagne. Ainsi, pendant la période d'après-guerre, la flèche curonienne était dépourvue de la population curonienne. Aujourd'hui, l'isthme est occupé au nord par des lituaniens et au sud par des russes. Il ne reste plus qu'une toute petite minorité de Curoniens qui y habitent désormais.
Le 4 mai 2006, un incendie forestier se déclencha dans le nord de l'isthme et 235 hectares de forêt brûlèrent.
Le 20 septembre 2018, le maire de Nida ainsi que l'ambassadeur de France en Lituanie ont inauguré un monument à la mémoire des prisonniers français qui étaient à Nida pendant la Première Guerre mondiale.

## Géologie

Schéma de formation d'une flèche littorale et d'une lagune.

La formation de la flèche littorale de Courlande, phénomène géologique, s'est étalée sur des millénaires, débutant il y a environ 5 000 à 7 000 ans. Ce processus a été marqué par l'accumulation de sédiments sableux, transportés par les cours d'eau vers la mer Baltique. Ces dépôts ont progressivement constitué la Courlande, une bande de terre qui a émergé et séparé la lagune de la mer. Les mouvements post-glaciaires et les courants marins ont influencé cette évolution. Le fleuve Memele, prépondérant dans la région, a également contribué à façonner la lagune en fournissant un apport constant d'eau, favorisant ainsi sa séparation de la mer Baltique.
La fin des glaciations a joué un rôle majeur dans les processus de formation des lagunes de la Baltique et des paysages côtiers adjacents. Avec le recul des glaciers, d'énormes quantités de matériaux glaciaires ont été déposées, formant des dépôts de sédiments. Ces sédiments ont été transportés par les rivières et les fleuves vers les zones côtières, contribuant ainsi à la formation de cordons littoraux, de bancs de sable et d'autres caractéristiques géologiques.

## Musées
- Musée maritime et dolphinarium, Klaipėda, Lituanie.
- Musée de l'histoire de l'isthme de Courlande, Nida, Lituanie.
- Musée Thomas Mann, Nida, Lituanie.
- Musée-galerie de l'ambre de Kazimieras Mizgiris, Nida, Lituanie.
- Maison ethnographique des pêcheurs de Nida, Lituanie.
- Musée Herman Blode, Nida, Lituanie.
- Musée des mythes et des superstitions russes, entre Lesnoy et Rybachy, Russie.
- Musée naturel de l'isthme de Courlande, entre Lesnoy et Rybachy, Russie.

## Faune et flore
Le territoire de l'isthme de Courlande est protégé en totalité par deux parcs nationaux. La partie lituanienne représente le parc national Kuršiu Nerija, créé en 1991, le parc national Kourchskaïa Kossa, créé en 1987, occupant la partie russe. Les deux parcs comprennent également un secteur aquatique réparti sur la lagune de Courlande et la mer Baltique.
- La faune de vertébrés comprend 338 espèces dont 251 espèces d'oiseaux et 46 espèces de mammifères, en particulier le renne, le chevreuil, le sanglier, le renard, la martre des pins, l’hermine, le putois, le castor et le lynx.
- La forêt est essentiellement dominée par le pin (environ 75 %) mais on rencontre aussi l'épicéa, le bouleau, l'aulne et le chêne. Il existe 700 espèces de plantes à fleurs et fougères; 20 espèces de lichens; 40 espèces de mousses et 300 espèces de champignons. Quelques espèces sont endémiques.
- L'isthme est également un refuge pour 10 à 20 millions d'oiseaux migrateurs qui y transitent chaque année.

## Ressources naturelles
- L'ambre que la mer rejette par morceaux sur les plages.
- Les ressources halieutiques, la pêche, jadis chaque bateau de pêche avait une girouette à son mât qui l'identifiait à son village d'origine.

## Littérature
- Thomas Mann y a écrit Joseph et ses frères.
- L'isthme est mentionné dans le livre Qui a tué le poète ? de Luis de Miranda.
- L'isthme est également mentionné dans le livre Toi et moi, je t'accompagne d'Adam Biro et Karin Biro-Thierbach.

## Peinture

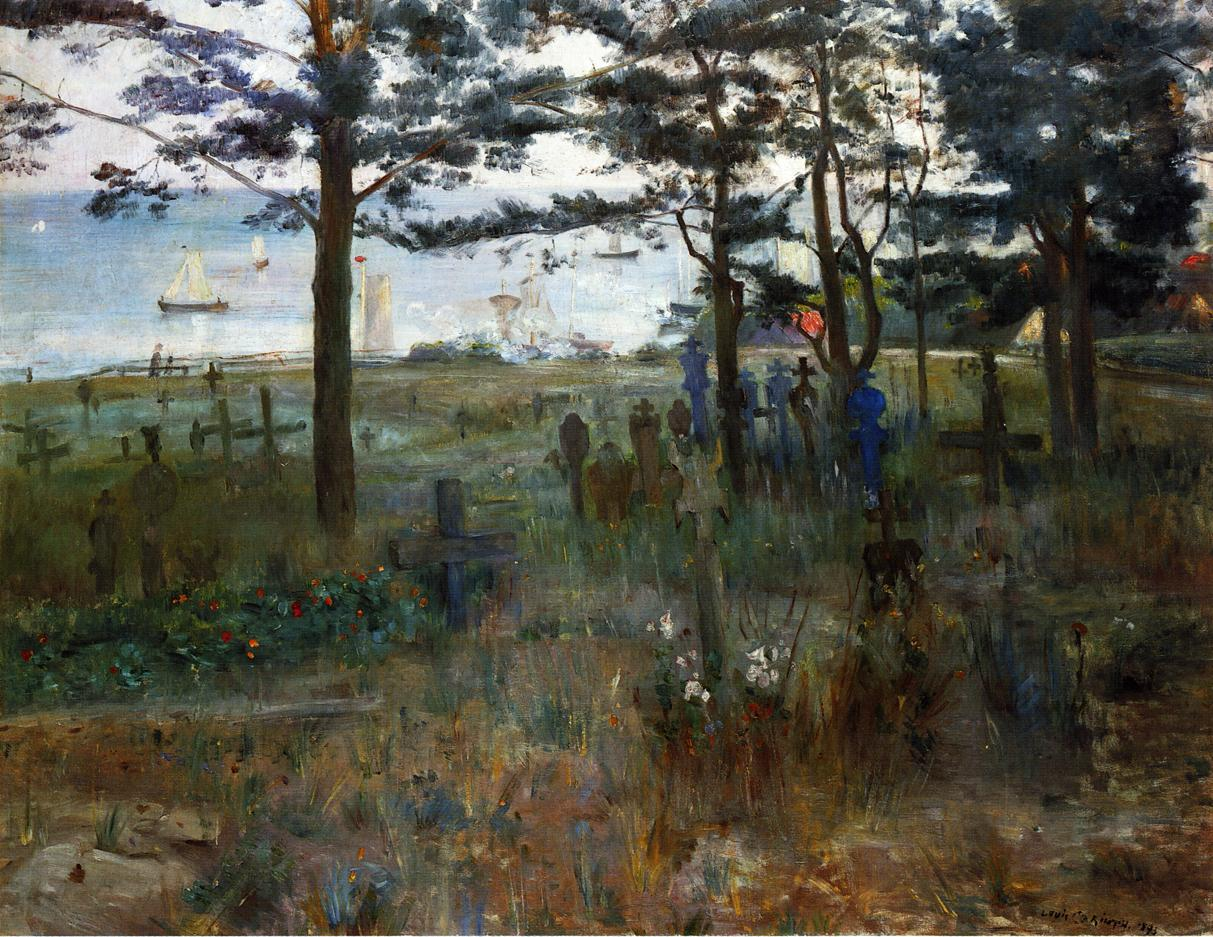
Cimetière des pêcheurs à Nidden sur l'isthme de Courlande
Lovis Corinth, 1893
Neue Pinakothek, Munich

- Le peintre allemand Friedrich Naht, a peint en 1890 un tableau du nom de "presqu'île de Neringa".

## Personnages liés
- Jean-Paul Sartre y a passé durant l'été 1965 avec sa compagne Simone de Beauvoir. Une des fameuses photos de Sartre marchant dans les dunes y a été prise.
- Thomas Mann y a vécu pendant les étés 1930-1932, dans une maison de vacances. En 1933, il ne peut plus y accéder à cause de son exclusion d'Allemagne. Aujourd'hui sa maison de vacances peut être visitée dans le village de Nida.
- Gustav Fenkohl (de), un peintre paysagiste allemand a vécu une partie de sa vie dans la région, vers la fin du XIXe siècle et le début XXe siècle, à l'époque où l'isthme faisait partie de l'empire allemand.
- Ludwig Rhesa (de), un professeur et conseiller consistorial de Prusse orientale a une statue en son nom dans le nord du village de Pervalka.
- Kazimieras et Virginija Mizgiris, les créateurs du musée-galerie de l'Ambre à Vilnius, ont vécu sur l'isthme, d'où vient leur passion pour l'ambre.

## Galerie

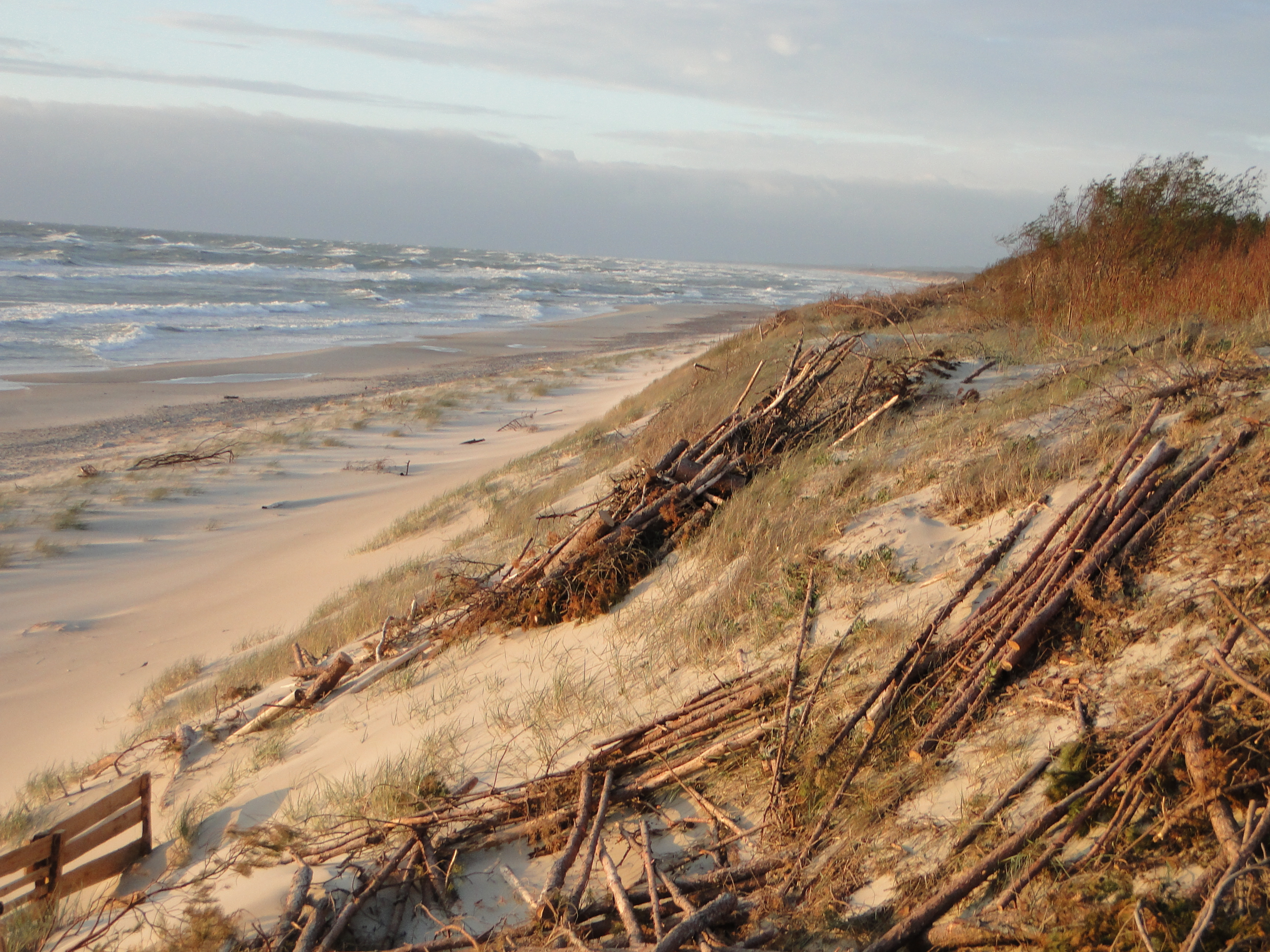
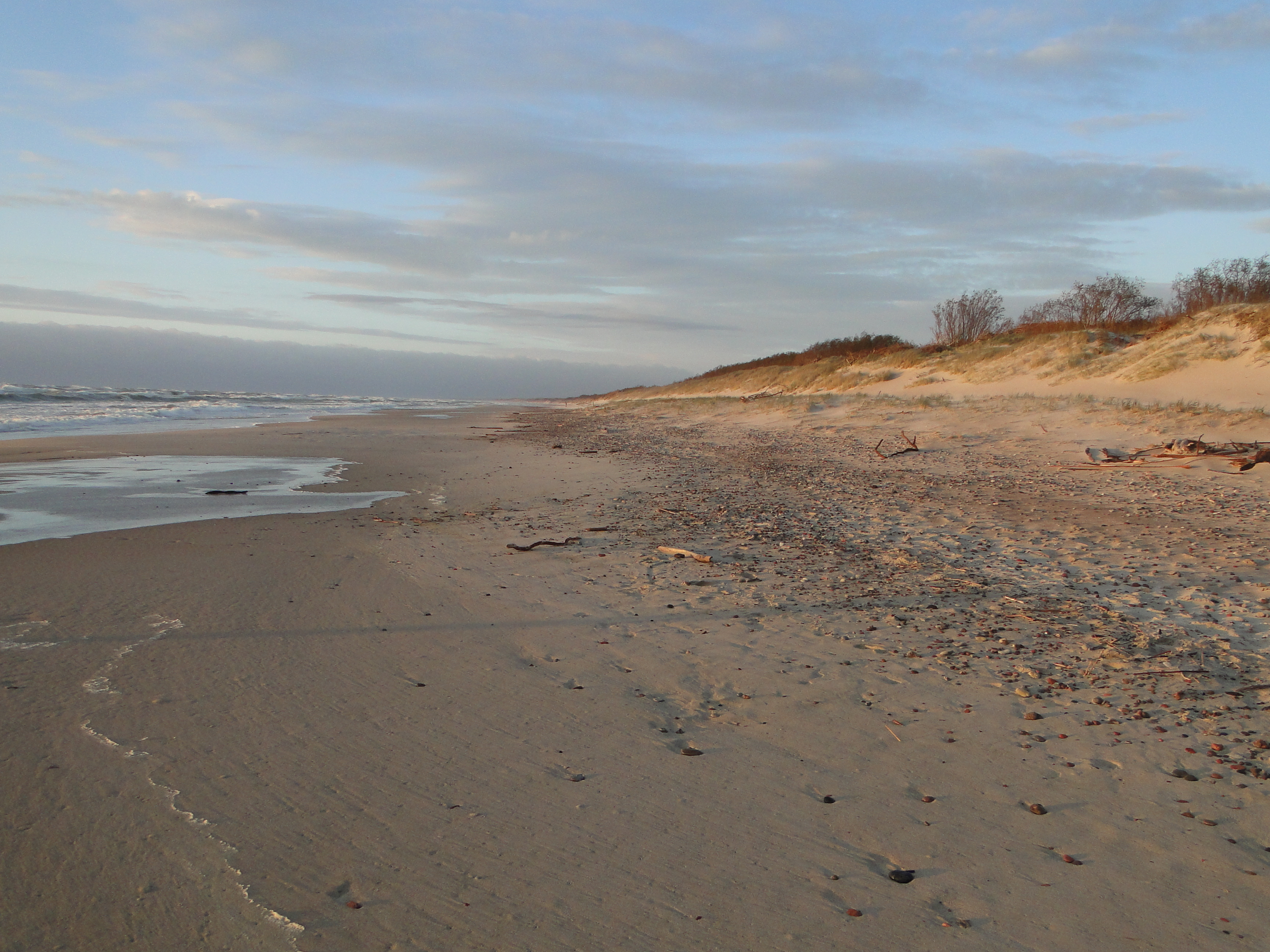
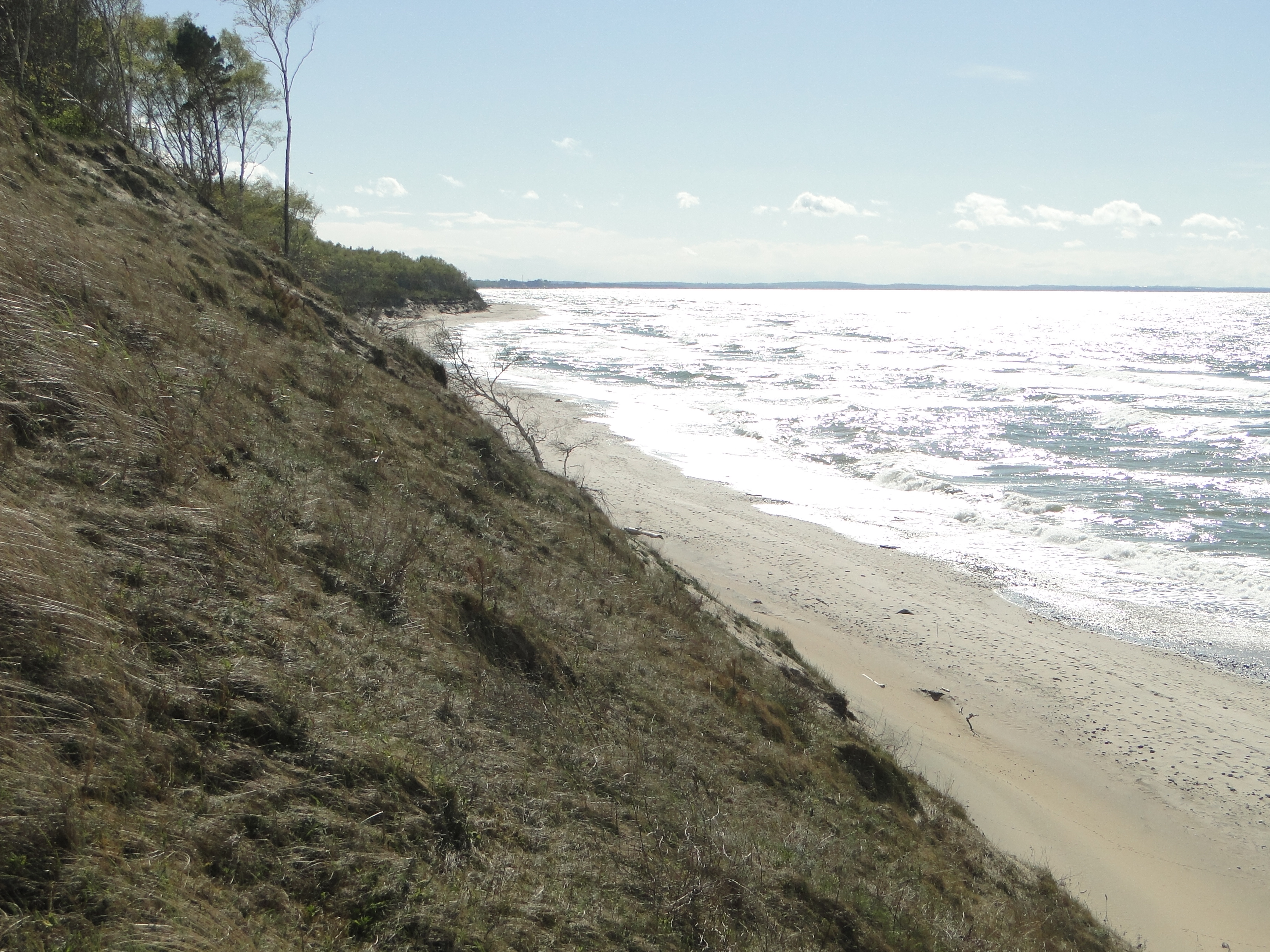
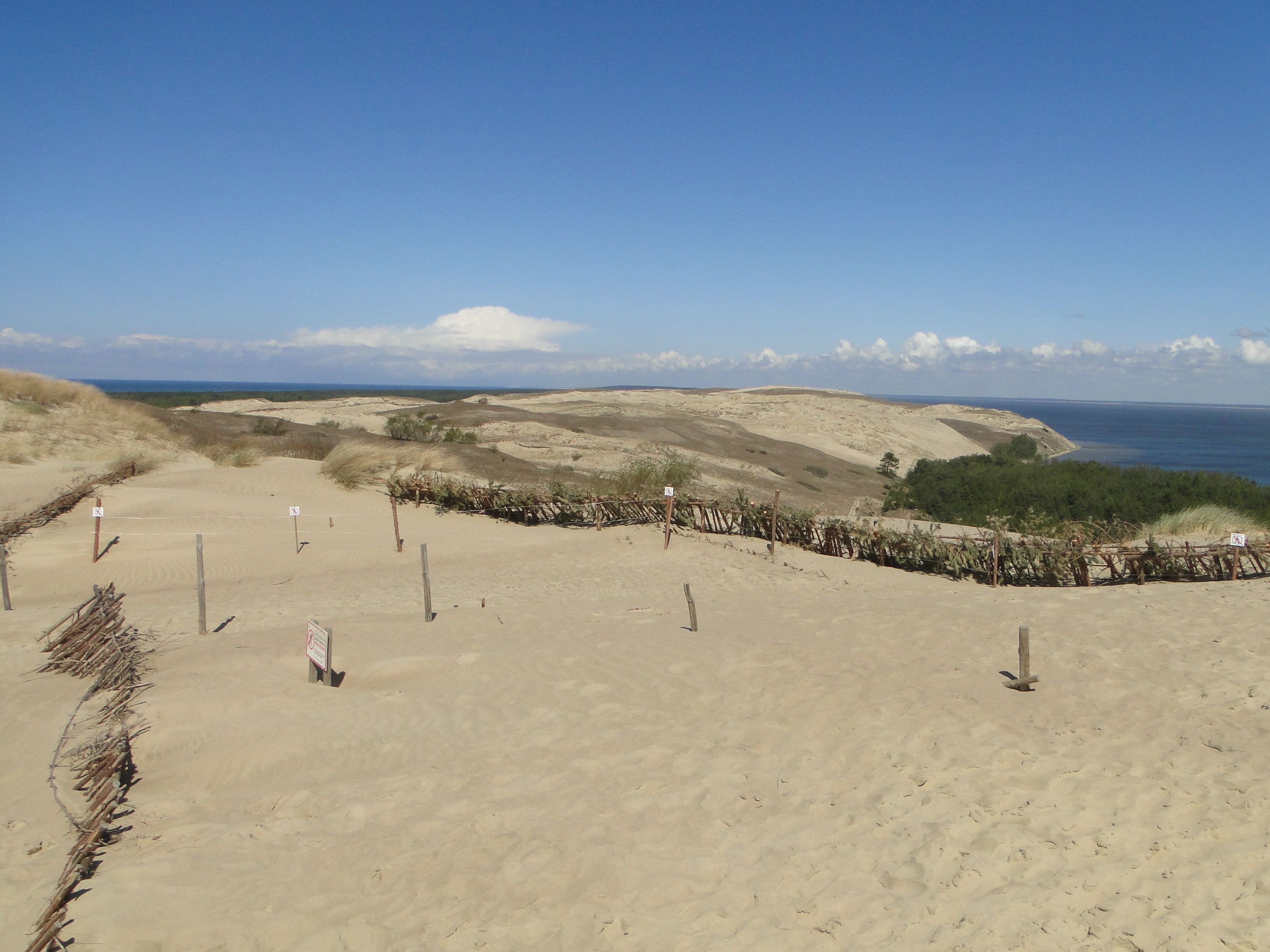
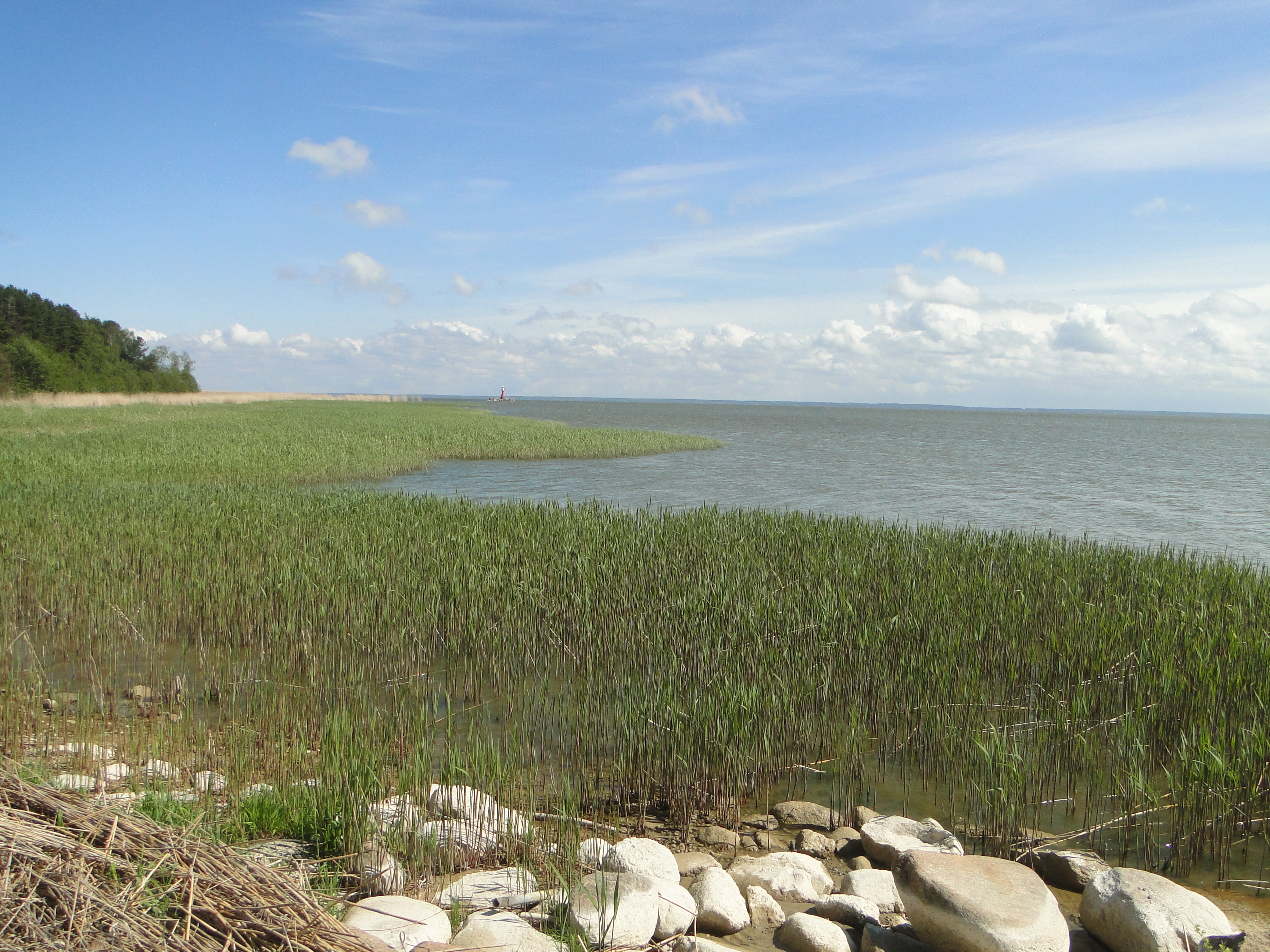
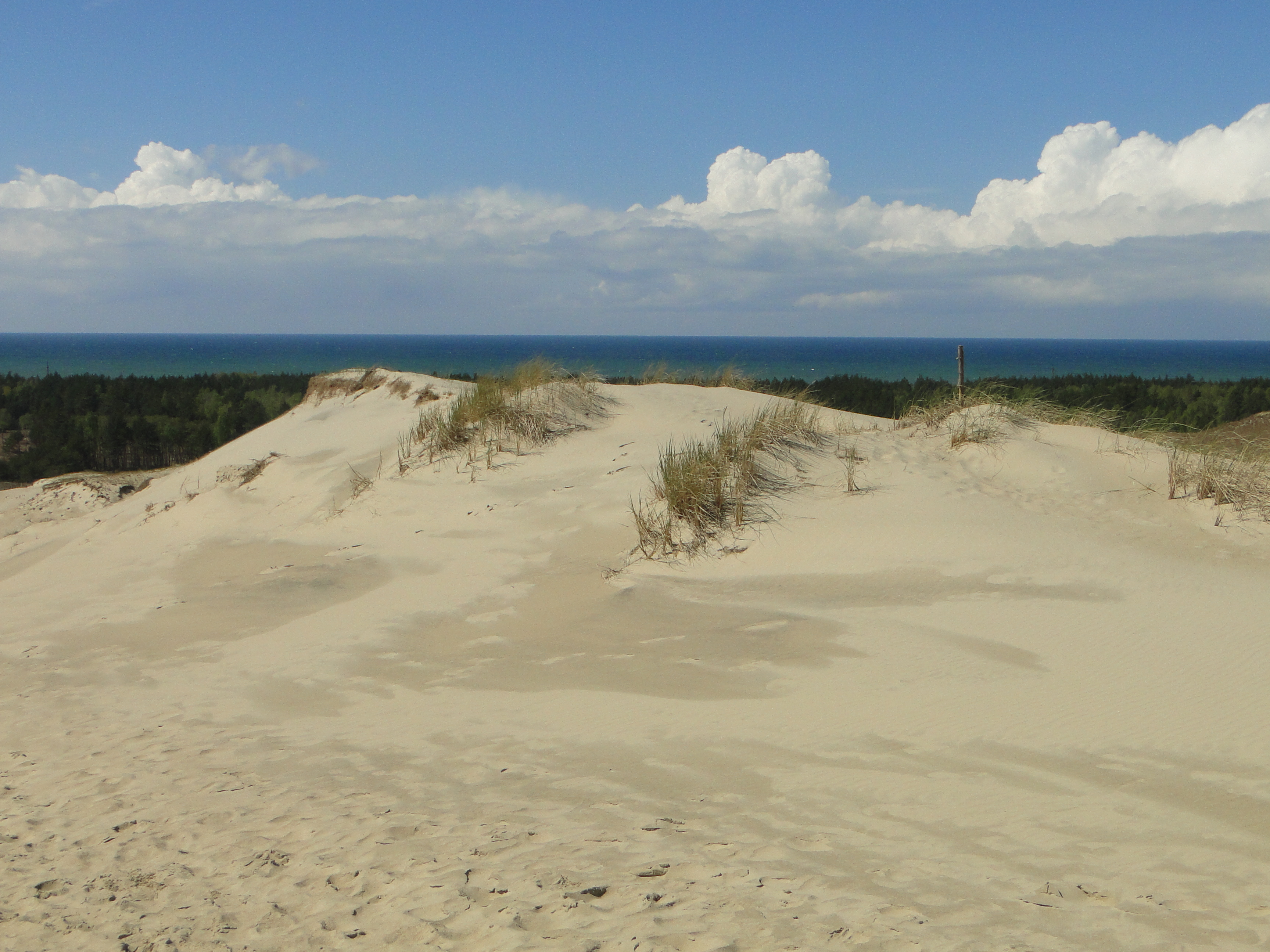